# 晋国六卿
晋国六卿，是中国春秋时代晋国的政治军事制度，晋文公在晋国建立了三军制。中、上、下三军，每军各设一名将、一名佐，按地位高低分别是中军将、中军佐、上军将、上军佐、下军将、下军佐。他们主持晋国的军事、政治。中军将又称为元帅、执政。晋襄公一度增加新上军、新下军二军四卿，旋即恢复原制。晋景公扩为六军十二卿，新中军、新上军、新下军，之後合为新军，共四军八卿。晋悼公恢复三军建制。晋平公时，六卿被赵氏、韩氏、魏氏、智氏、范氏、中行氏六家垄断，之後六卿特指这六个卿家。范氏、中行氏失势後，六卿改为四卿。智氏後被赵氏、韩氏、魏氏三家滅掉，這就是之後赵氏、韩氏、魏氏三家分晉的典故。

## 歷任官職

### 正卿中軍將
| 正卿   | 谥号     | 姓 | 执政时间                            | 家族関係             |
| ------ | -------- | -- | ----------------------------------- | -------------------- |
| 郤縠   |          | 姬 | 前633年—前632年                     |                      |
| 先轸   |          | 祁 | 前632年—前627年                     |                      |
| 先且居 |          | 祁 | 前627年—前622年                     | 先轸之子             |
| 狐射姑 |          | 姬 | 前622年—前621年                     | 狐偃之子             |
| 赵盾   | 赵宣子   | 嬴 | 前621年—前601年                     | 赵衰之子             |
| 郤缺   | 郤成子   | 姬 | 前601年—前597年                     | 郤芮之子             |
| 荀林父 | 中行桓子 | 子 | 前597年—前594年                     | 荀息之孙             |
| 士会   | 范武子   | 祁 | 前594年—前592年                     | 士蒍之孙             |
| 郤克   | 郤献子   | 姬 | 前592年—前587年                     | 郤缺之子             |
| 栾书   | 栾武子   | 姬 | 前587年—前573年                     | 栾枝之孙，栾盾之子   |
| 韩厥   | 韩献子   | 姬 | 前573年—前566年                     | 韩简之孙             |
| 荀罃   | 智武子   | 子 | 前566年—前560年                     | 荀首之子，荀林父之侄 |
| 荀偃   | 中行献子 | 子 | 前560年—前554年                     | 荀林父之孙           |
| 士匄   | 范宣子   | 祁 | 前554年—前548年                     | 士会之孙             |
| 赵武   | 赵文子   | 嬴 | 前548年—前541年                     | 赵盾之孙             |
| 韩起   | 韩宣子   | 姬 | 前541年—前514年                     | 韩厥之子             |
| 魏舒   | 魏献子   | 姬 | 前514年—前509年                     | 魏犨曾孙，魏绛之子   |
| 士鞅   | 范献子   | 祁 | 前509年—前501年                     | 士匄之子             |
| 荀跞   | 智文子   | 子 | 前501年—前493年                     | 荀罃曾孙             |
| 赵鞅   | 赵简子   | 嬴 | 前493年—前475年                     | 赵武之孙             |
| 荀瑶   | 智襄子   | 子 | 前475年—前453年                     | 荀跞之孙             |
| 趙無恤 | 趙襄子   | 嬴 | 前453年—前443年（根據清華簡系年改） | 趙簡子之子           |

### 次卿中軍佐
- 郤溱
- 赵衰
- 赵盾
- 先克
- 荀林父
- 先縠
- 荀首
- 荀庚
- 士燮
- 士匄

### 上軍將
- 狐毛
- 郤缺
- 士会
- 士燮
- 郤锜
- 赵武

### 上軍佐
- 狐偃
- 荀林父
- 臾骈
- 郤克
- 士燮
- 郤锜
- 荀偃
- 韩起

### 下軍將
- 栾枝
- 先蔑
- 栾盾
- 赵朔
- 栾书
- 韩厥
- 赵武
- 栾黡
- 魏绛

### 下軍佐
- 先轸
- 胥臣
- 先都
- 胥甲
- 赵朔
- 栾书
- 荀罃
- 魏绛
- 栾盈
- 程郑
- 荀跞